# کوماچیو
کوماچیو (به ایتالیایی: Comacchio) یک کومونه در ایتالیا است که در استان فرارا واقع شده‌است.

## خصوصیات
کوماچیو ۲۸۳ کیلومترمربع مساحت و ۲۳٬۰۷۲ نفر جمعیت دارد و ۱ متر بالاتر از سطح دریا واقع شده‌است.